# Bedřich Josef Deym ze Stříteže
Bedřich Josef hrabě Deym ze Stříteže (německy Friedrich Joseph Deym, Graf von Stritez, 3. května 1801, Vídeň – 23. ledna 1853 tamtéž) byl česko-rakouský šlechtic a politik, člen frankfurtského Národního shromáždění. Pocházel z nemyšlské větve českého hraběcího rodu Deymů ze Stříteže.

## Život

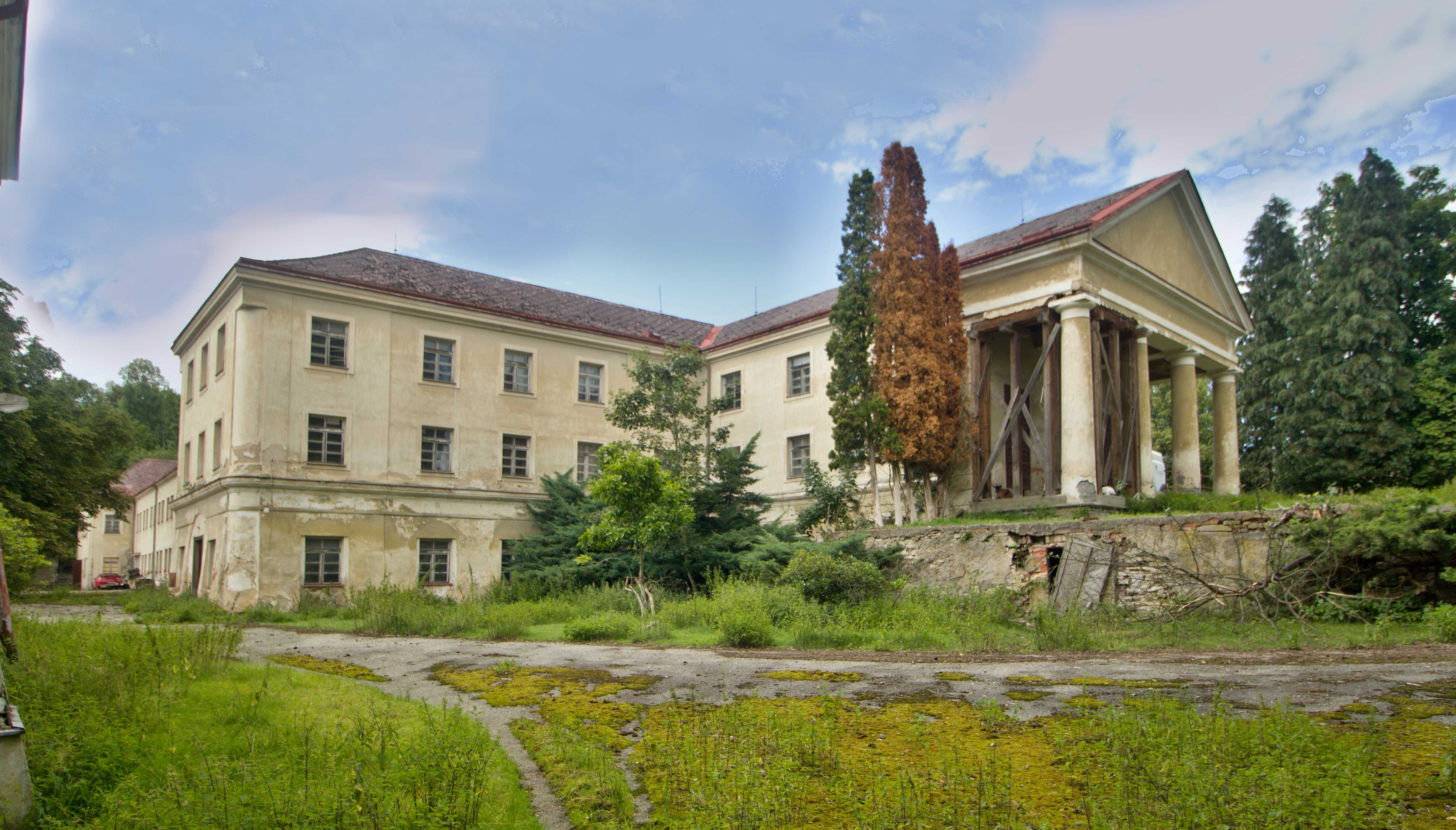
Zámek Nemyšl na Táborsku

Celým jménem Bedřich Josef František Václav Deym, hrabě ze Stříteže (německy Friedrich Joseph Franz Wenzel Deym, Graf von Stritez) pocházel z nemyšlské linie staročeského hraběcího rodu Deymů ze Stříteže.
Byl vlastníkem velkostatků s četnými panstvími v Čechách, mj. Nemyšl s Mitrovicemi v Táborském kraji, Liblice a Šemanovice na Mělnicku a Lojovice v Karlínském okrese a další.
Byl dvakrát ženatý. Jeho první manželkou byla Pauline Seignan de Casteras (30. října 1804 – 13. července 1825), manželství však zůstalo bezdětné. Po její smrti se oženil s Caroline de Longueval, hraběnkou z Buquoy (1811–1898), dcerou Jiřího Františka Augusta z Buquoy. Z tohoto svazku se narodily 3 děti:
- Felix Jiří Gabriel Pankrác (12. května 1832 - 28. února 1892) ∞ Sophia Cassandra Maria Luise Praxedis, hraběnka z Bulgariniová, hraběnka z Elci (21. července 1836 - 27. dubna 1894)
- Anna Anežka Gabriela Karolina (20. ledna 1835 - 19. srpna 1870, Vászka) ∞ Emil Johann Friedrich Baron v. Hoenning O'Carroll (12. listopadu 1833 - 15. září 1894, Puchó)
- Maria Franz-Xaver Friedrich Carl Markus (25. dubna 1849 - 14. května 1920) ∞ Julia Bertha Grueberová (15. září 1844 - 31. července 1930)

Bedřich hrabě Deym zpočátku nastoupil obvyklý kariérní postup příslušníků šlechty habsburské monarchie. Kromě správy rodového majetku se stal důstojníkem a dvořanem u vídeňského dvora, kde dosáhl hodnosti rytmistra a c.k. komorníka.
Teprve po revolucí v roce 1848 se začal zajímat o politické záležitosti. Byl zvolen do frankfurtského parlamentu za vrchlabský volební obvod od září 1848 do 13. dubna 1849. Vstoupil do frakce národních liberálních kasin, nejsilnější frakce Národního shromáždění, která prosazovala dědičnou monarchii (při zachování občanských práv) a rozsáhlou autonomii jednotlivých německých států.